# Данилов, Семён Петрович
Семён Петрович Дани́лов (7 (20) марта 1917, Мытахский наслег, Горный улус, Якутская область — 27 ноября 1978) — якутский советский поэт, переводчик. Народный поэт Якутии. Член КПСС с 1961 года. Брат писателя Софрона Данилова.

## Биография
Семён Данилов родился 7 (20) марта 1917 года в местности Сиинэ Мытахского наслега Западно-Кангаласского улуса Якутской области. Член Союза писателей СССР с 1949 года. 
В 1957 году окончил Высшие литературные курсы при СП СССР. В 1961 году возглавил Союз писателей Якутской АССР.
Умер 27 ноября 1978 г. Захоронен в г. Якутске.

## Творчество
Первые произведения Данилова были опубликованы в 1937 году. Отдельной книгой «Кэпсээннэр» (Рассказы) его произведения впервые вышли в 1945 году. Позднее вышли сборники его стихов «Мин дойдум» (Моя родина), «Эйэлээх куорат» (Мирный город), «Күн таммаҕа» (Брызги солнца), «Белая ночь», «Белый конь Манчары». Стихотворения Данилова посвящены природе родного края, людям труда, промышленному освоению Севера. Крупные литературные формы в творчестве Данилова представлены поэмами «Комсомол төлөннөөх сүрэҕэ» (Комсомола сердце пламенное) о коллективизации и «Хотой дьоло» (Счастье орла) об оленеводах. Также перу Данилова принадлежат детские книги «Письма по пороше» и «В поисках счастья». Перевёл на якутский язык ряд произведений А. С. Пушкина, М. Ю. Лермонтова, Т. Г. Шевченко, И. А. Крылова, М. Горького, А. П. Гайдара, А. Мицкевича.

## Память
- Имя Семёна Данилова присвоено улице в Якутске и Бердигестяхской средней школе.
- В Мытахском наслеге открыт литературный музей народных писателей братьев Семёна и Софрона Даниловых.
- Памятник братьям Семёну и Софрону Даниловым в сентябре 2021 года открыт в Якутске[2].

## Награды и премии
- Государственная премия РСФСР имени М. Горького (1971) — за книги стихов «Белая ночь» (1968) и «Белый конь Манчары» (1969)[3]
- заслуженный деятель культуры Польской Народной Республики (1977)
- орден Октябрьской Революции
- орден Трудового Красного Знамени (18.03.1967)
- медаль «За трудовую доблесть» (15.01.1958)
- медали